# MAS M1892
Der MAS M1892, auch als Lebel-Revolver bekannt, war ein französischer Revolver. Er diente wie das Vorgängermodell Revolver Modell 1873 Chamelot-Delvigne als Standard-Kurzwaffe beim Heer Frankreichs während des Ersten Weltkrieges.

## Technik
Der M1892 wurde mit der Entwicklung rauchloser Munition zusammen mit dem Lebel-Gewehr eingeführt. Das französische Militär verfügte, dass Schützenwaffen ein einheitliches kleines Kaliber von 8 mm zu haben hätten. Der Lauf des neuen Revolvers erhielt somit die gleichen Zug- und Feldmaße wie beim Lebel-Gewehr. Aufgrund dessen wird das Modell häufig (fälschlich) als Lebel-Revolver bezeichnet, obwohl der Namensgeber des Gewehrs, Nicolas Lebel, an der Entwicklung dieser Waffe unbeteiligt war.
Die ballistischen Erfordernisse von Lang- und Kurzwaffen auf diese Art gleichsetzen zu können erwies sich jedoch als Trugschluss. Selbst wenn die Munition der Waffe ausreichend stark gewesen wäre, so ermangelte es ihr trotzdem an Stoppwirkung. Dazu war das Kaliber zu klein gewählt. In Großbritannien beschritt man den umgekehrten Weg: auch dort ersetzte man das Schwarzpulver als Treibladung, behielt jedoch das Kaliber von etwa 11,6 mm bei. Man verkleinerte den Pulverraum, indem man die Hülse kürzte, womit man deutlich bessere Ergebnisse erreichte.

## Einsatz
Für das Laden der Waffe ließ sich die Revolvertrommel ausklappen, jedoch nur nach rechts. Diese ungewöhnliche Anordnung entsprang der überkommenen Denkweise des Militärs, die dem Revolver nur die Rolle einer sekundären Verteidigungswaffe beimaßen, die für die linke Hand vorgesehen war. Der rechten Hand waren stattdessen Hieb- und Stichwaffen vorbehalten. In der Realität waren Säbel jedoch bereits zum Zeitpunkt der Einführung bedeutungslos, die nach rechts herausschwenkende Trommel erwies sich als eher hinderlich. Der MAS M1892 war sehr robust und gut verarbeitet, wenn auch recht aufwändig in der Herstellung. Insgesamt wurden etwa 300.000 Stück gefertigt. Viele davon waren auch noch während des Zweiten Weltkrieges in Verwendung, als Beutewaffen im Arsenal der deutschen Wehrmacht wurden sie als Revolver 637 (f) geführt. Nach 1945 gehörten sie zur Ausrüstung der Französischen Streitkräfte und kamen im Indochinakrieg und im Algerienkrieg zum Einsatz. Die letzten Exemplare wurden gegen 1960 endgültig ausgemustert.